# Simone Colombier
Pour les articles homonymes, voir Colombier.
 (septembre 2008).
 (septembre 2008).
Simone Colombier (née à Bordeaux le 1er mai 1903, morte à Bordeaux le 1er mars 1984) est une peintre française appartenant à l'école abstraite bordelaise.

## Biographie
Simone Colombier est née le 1er mai 1903 à Bordeaux.
Elle est élève, à l'École des beaux-arts de Bordeaux, de Jean Artus (1868-1931) qui durant trente années fut décorateur du Grand Théâtre de Bordeaux et dont elle devient l'assistante. Elle est ainsi elle-même initialement créatrice de décors de théâtre avant de devenir professeur de dessin, au collège technique de Metz de 1930 à 1934, puis à celui de Bordeaux à partir de 1934. Membre de la société des artistes de Metz et de Moselle (1931), puis des artistes mosellans, elle a participé à plusieurs expositions à Metz (1932-1935), à Bordeaux au Salon de I'Œuvre (1936-1940), au Salon des indépendants bordelais (1942-1954), à Paris au Salon des Provinces françaises qui se tient au Musée Galliera en février 1944.
Elle devient en 1948 sociétaire du Salon des réalités nouvelles à Paris où elle expose tous les ans entre 1947 et 1954. Elle est présente au Salon d'automne de 1945 avec Les oignons rouges.
C'est en 1952, d'après Françoise Taliano des Garets, que les Indépendants bordelais se subdivisent en sous-groupes, les partisans de l'abstraction géométrique se retrouvant ainsi au sein du groupe « Structure » pris en main par Jean-Maurice Gay et où se côtoient Simone Colombier, Jean-André Lourtaud et Louis Teyssandier.
Simone Colombier est faite Officier des Palmes académiques en 1956. Elle a vécu au 128, boulevard du Président-Wilson à Bordeaux. Elle s'est retirée du monde après sa retraite, en 1968, et s'est éteinte le 1er mars 1984.

## Œuvre
Son œuvre ne manifeste aucune préoccupation de tendance et, à partir de 1946, l'artiste a évolué vers l'abstraction pure.
Dans son œuvre figurative, Simone Colombier a peint des paysages de Moselle, des vues du bassin d'Arcachon, des natures mortes, des compositions religieuses (Le voile de Véronique, Annonciation, etc.), ainsi que Printemps (1946).
Dans son œuvre abstraite, elle a peint : 14 juillet à Paris, Méditation, Carrefour, Héroïque, Menaçante, La grâce en péril, Mouvement dans l'espace et Le Carrosse volant.

## Autres expositions
- Exposition des peintres bordelais de la Société Regard, Institut français de San Sebastian, 1957.
- Simone Colombier, rétrospective : l'œuvre d'une vie, galerie de France, Bordeaux, mai-juin 1983.
- Gilles Néret-Minet et Olivier Coutau-Bégarie, commissaires-priseurs, Vente de l'atelier Simone Colombier, Hôtel Drouot, Paris, 26 juin 1989[7].
- L'art abstrait à Bordeaux, église Saint-Vincent de Mérignac, décembre 2009 - janvier 2010.

## Conservation
- Le Musée des beaux-arts de Bordeaux possède d'elle depuis 1950 une Nature morte d'inspiration figurative très transposée[8].

## Réception critique
- « L'artiste s'attache parallèlement à accorder des couleurs primaires avec leurs complémentaires et à enrichir les tons par leur nuancement. Tous ces problèmes auxquels, à des titres divers, répondront ou tenteront de répondre tant d'ouvrages non figuratifs des années 1950, il était bon que Simone Colombier se les posât et leur donnât une solution, sa solution... Bien plus encore dans sa période abstraite, l'artiste reste toujours éprise de formes énergiquement dessinées et d'une composition solidement construite. Quel que soit le lyrisme de son coloris, quelle que soit l'intensité avec laquelle elle amène ses accords à nous toucher, la forme ne cesse jamais d'être pour elle un élément essentiel. » - Thierry Saumier[9]
- « Ses œuvres, franches dans la forme et la couleur, rappellent parfois Herbin. » - Dictionnaire Bénézit[3]

## Distinctions
- Officière de l'ordre des Palmes académiques